# المعتلص (الخبت)

تعديل مصدري - تعديل

المعتلص هي إحدى قرى عزلة جبع بمديرية الخبت التابعة لمحافظة المحويت، بلغ تعداد سكانها 781 نسمة حسب تعداد اليمن لعام 2004.